# Prisad
Prisad (bulgariska: Присад) är ett distrikt i Bulgarien.   Det ligger i kommunen Obsjtina General-Tosjevo och regionen Dobritj, i den östra delen av landet, 400 km öster om huvudstaden Sofia.
Trakten runt Prisad består till största delen av jordbruksmark. Runt Prisad är det ganska glesbefolkat, med 24 invånare per kvadratkilometer.